# Teresa Wright
Pour les articles homonymes, voir Wright.
Teresa Wright, née le 27 octobre 1918 à Manhattan (New York) aux États-Unis et morte le 6 mars 2005 à New Haven (Connecticut), est une actrice américaine.
Elle décroche l'Oscar de la meilleure actrice dans un second rôle en 1942 pour Madame Miniver.

## Biographie
Elle fait ses débuts au cinéma en 1941 dans La Vipère, dans le rôle de la fille de Bette Davis. L'année suivante, elle décroche l'Oscar de la meilleure actrice dans un second rôle en 1942 pour Madame Miniver. Elle est aussi nommée, la même année, pour l'Oscar de la meilleure actrice dans Vainqueur du destin, avec Gary Cooper.
Elle est ensuite l'héroïne principale de L'Ombre d'un doute d'Alfred Hitchcock, et tient le rôle pivot de Peggy dans le classique de William Wyler, Les Plus Belles Années de notre vie.
Sa carrière se poursuit jusque dans les années 1990. Son dernier film  est L'Idéaliste (The Rainmaker) de Francis Ford Coppola. Elle meurt en 2005 d'une crise cardiaque.
Teresa Wright fut mariée à deux scénaristes : Niven Busch de 1942 à 1952 (qui lui confia le premier rôle féminin dans le film La Capture), puis Robert Anderson de 1959 à 1978.

## Filmographie
- 1941 : La Vipère (The Little Foxes) de William Wyler
- 1942 : Madame Miniver (Mrs. Miniver) de William Wyler
- 1942 : Vainqueur du destin (The Pride of the Yankees) de Sam Wood
- 1943 : L'Ombre d'un doute (Shadow of a Doubt) de Alfred Hitchcock
- 1944 : Casanova le petit (Casanova Brown) de Sam Wood
- 1946 : Les Plus Belles Années de notre vie (The Best Years of Our Lives) de William Wyler
- 1947 : La Vallée de la peur (Pursued) de Raoul Walsh
- 1947 : The Trouble with Women (en) de Sidney Lanfield
- 1947 : The Imperfect Lady (en) de Lewis Allen
- 1948 : Vous qui avez vingt ans (Enchantment) d'Irving Reis
- 1950 : La Capture (The Capture) de John Sturges
- 1950 : C'étaient des hommes (The men) de Fred Zinnemann
- 1952 : L'Ivresse et l'Amour (Something to Live For) de George Stevens
- 1952 : Le Piège d'acier (The Steel Trap) d'Andrew L. Stone
- 1952 : Californie en flammes (California Conquest)) de Lew Landers
- 1953 : The Actress de George Cukor
- 1953 : La Dernière Minute (Count the Hours) de Don Siegel
- 1954 : Track of the Cat de William A. Wellman
- 1956 : The Search for Bridey Murphy (en) de Noel Langley
- 1957 : Escapade au Japon (Escapade in Japan) d'Arthur Lubin : Mary Saunders
- 1958 : The Restless Years (en) d'Helmut Käutner
- 1969 : The Happy Ending de Richard Brooks : Mme Spencer
- 1969 : Hail, Hero! de David Miller : Santha Dixon
- 1977 : Roseland de James Ivory : May (The Waltz)
- 1980 : Quelque part dans le temps (Somewhere in time) de Jeannot Szwarc : Laura Roberts
- 1988 : Le Prix de la passion (The good mother) de Leonard Nimoy
- 1993 : The Red Coat de Robin Swicord (court métrage)
- 1997 : L'Idéaliste (The Rainmaker) de Francis Ford Coppola : Colleen « Madame Birdie » Birdsong